# Willa Carla Blumwe w Bydgoszczy
Willa Carla Blumwe w Bydgoszczy – zabytkowy budynek poprzemysłowy, willa bogatych fabrykantów Carla i Wilhelma Blumwe w Bydgoszczy. 

## Położenie
Budynek jest zlokalizowany przy głównej bramie wjazdowej na teren Fabryki Obrabiarek do Drewna przy ul. Nakielskiej 53 w Bydgoszczy. Stanowi dominantę architektoniczną kompleksu fabrycznego na podobieństwo założeń przemysłowych II połowy XIX wieku znanych np. z Łodzi i Warszawy. 

## Historia
Budynek powstał w kilku etapach, co wiązało się z rozwojem Fabryki Obrabiarek do Drewna i ze wzrostem zamożności jej właścicieli Carla i jego syna Wilhelma Blumwe. Najstarsza część obiektu, o konstrukcji szkieletowej została wybudowana w latach 50. XIX wieku. Do jej elewacji północnej dobudowano w 1879 roku murowany, jednokondygnacyjny budynek z niezależnym wejściem.
12 grudnia 1892 roku Wilhelm Blumwe wystąpił z wnioskiem o przebudowę oraz rozbudowę domu mieszkalnego. Projektantem był Carl Stampehl, mistrz murarski i ciesielski. W wyniku podjętych prac, realizowanych w 1893 roku, dokonano przebudowy wnętrz starego domu o konstrukcji szkieletowej, natomiast w dobudówce z 1879 roku elewacje podwyższono o attykę oraz wzniesiono kolumnowy ganek.
Do istniejącego budynku w części zachodniej dobudowano partię mieszkalną z dwukondygnacyjną wieżą w narożniku oraz parterowe skrzydło, przeznaczone na biura. Ujednolicono też detale architektoniczne elewacji na całym budynku. Dodatkowo w 1900 r. część parterową budynku z 1879 roku nadbudowano o jedną kondygnację.
W wyniku prowadzonych po 1945 roku prac remontowych i przebudowy wnętrz, pierwotny układ w znacznym stopniu uległ zatarciu, zachowała się natomiast kompozycja i wystrój elewacji budynku.
Przez cały czas istnienia, willa była częścią Fabryki Obrabiarek do Drewna.

## Architektura
Budynek posiada formę willi o bogatym neobarokowym wystroju elewacji. Składa się on z dwóch części o zróżnicowanych elewacjach i nierównych wysokościach kondygnacji, lecz integralnie połączonych wnętrzach. Najstarsza, wschodnia część obiektu posiada niesymetryczną fasadę, gdzie parter od piętra oddziela drewniany gzyms, wsparty na konsolach. W drugiej kondygnacji ściana jest konstrukcji szkieletowej drewnianej, wypełnionej cegłą ceramiczną.
Część murowana budynku biurowego ma zdecydowanie bardziej reprezentacyjny wygląd, a swą formą zewnętrzną nawiązuje do architektury rezydencjonalnej przemysłowców końca XIX wieku. Elewacja frontowa wschodnia jest trzyosiowa, niesymetryczna, posadowiona na cokole, boniowana, podzielona gzymsami międzykondygnacyjnymi i zwieńczona pełną attyką zdobioną płycinami. 
W osi południowej znajduje się wejście główne poprzedzone gankiem, nawiązującym formą do dwukolumnowego portyku. Nad drzwiami znajduje się profilowany gzyms, na którym centralnie osadzono kartusz podtrzymywany z obu stron przez dwa półleżące putta. Na elewacji pod gzymsami zastosowano kartusze z motywem kobiecej głowy. 
Elewacja wieży o zaokrąglonych narożnikach, jest boniowana, zwieńczona fryzem. Na szczycie znajduje się mansarda, a nad nią baniasty hełm wieży z żelazną, kutą iglicą o dekoracyjnej formie. W wystroju sztukatorskim części wieżowej powtarza się motyw kartusza z parą skrzyżowanych młotów. 
Budynek reprezentuje styl architektury „rodzimej” w części o konstrukcji szkieletowej i eklektycznej w partiach murowanych, z wyraźną przewagą elementów neobarokowych. Styl i bogaty wystrój elewacji eksponowanych od strony ul. Nakielskiej, identyfikuje pozycję społeczną rodziny fabrykantów, która była właścicielem willi.